# Alexandre Rodrigues (matemático)
Alexandre Augusto Martins Rodrigues (São Paulo, SP, 7 de dezembro de 1930 – 20 de abril de 2018) foi um matemático e professor universitário brasileiro.

## Biografia
Filho do engenheiro Alexandre Martins Rodrigues e de Anna Candida Cunha e neto de Lúcio Martins Rodrigues, e primo do sociólogo Leôncio Martins Rodrigues, Alexandre Augusto Martins Rodrigues nasceu dia 7 de dezembro de 1930.
Casou-se em 1955 com Maria Lizema Martins Rodrigues, nascida Maria Lizema Gomes (1931-2022), com quem teve quatro filhos: Lucio, Luiz Augusto, Ana Candida (professora titular de engenharia de materiais da Universidade Federal de São Carlos) e Alexandre.
Morreu em 20 de abril de 2018.

## Formação acadêmica
Estudou na Escola Normal Caetano de Campos e no Colégio Presidente Roosevelt. Em 1949, ingressou na Faculdade de Filosofia, Ciências e Letras (FFCL) da Universidade de São Paulo, hoje Faculdade de Filosofia, Letras e Ciências Humanas, onde foi aluno, entre outros, de Omar Catunda, sendo o único aluno a bacharelar-se em Matemática no ano de 1952 (na mesma turma da FFCL, Fernando Henrique Cardoso bacharelou-se em Ciências Sociais).
Cursou o doutorado na Universidade de Chicago a partir de 1953, como o primeiro bolsista de matemática no exterior do Conselho Nacional de Pesquisas (CNPq), atual Conselho Nacional de Desenvolvimento Científico e Tecnológico. Orientado inicialmente por André Weil e depois por Shiing-Shen Chern, defendeu em 1957 a tese Characteristic classes of homogeneous spaces, publicada no Boletim da Sociedade de Matemática de São Paulo em 1958. De Chern, guardou um conselho: "Se você quiser fazer coisas grandes, comece sempre com as pequenininhas. Depois, parta para um pouquinho maior. Depois, um pouco maior. Nunca comece com as grandes". Foi contemporâneo em Chicago de César Lattes, então pesquisador visitante, que se tornou padrinho de seu primogênito.

## Carreira
A principal instituição a que esteve vinculado foi a Universidade de São Paulo, onde iniciou a carreira docente em 1952, como auxiliar de ensino na FFCL. Voltou à FFCL entre 1957 e 1959, tendo sido contratado por Mário Schenberg, do Departamento de Física. Em 1959, assumiu a cátedra de Geometria Analítica e Projetiva da Escola Politécnica, onde obteve a livre-docência, em 1964, com a dissertação Congruência de subvariedades de um espaço euclidiano. Nessa escola, introduziu o ensino de geometria analítica a partir da álgebra linear. Participou também da criação do Instituto de Pesquisas Matemáticas, fruto de uma colaboração entre setores da FFCL e da Politécnica, que funcionou como embrião do Instituto de Matemática e Estatística (IME), e nele foi chefe de pesquisa entre 1964 e 1967. Em 1967, foi aprovado como professor titular em concurso público para a cátedra Crítica dos Princípios e Complementos de Matemática, da FFCL, com a dissertação Pseudogrupos de Lie infinitos. Em 1970, quando foi criado o IME, passou a lecionar nesse instituto, onde se aposentou em 2000. Foi chefe do Departamento de Matemática do IME (1978-1980), vice-diretor da Faculdade de Educação (1986-1987) e membro do Conselho Universitário (2015-2016).
No Brasil, lecionou também na Universidade de Brasília (1963-1964 e 1972-1974), tendo trocado correspondência com Darcy Ribeiro acerca da implantação do ensino de matemática nessa universidade,, na Pontifícia Universidade Católica de São Paulo (1987), na Universidade Federal da Bahia (2008) e na Universidade Federal do Pará (2012).  Foi ainda professor e pesquisador visitante em diversas instituições de ensino superior no exterior: Instituto de Estudos Avançados de Princeton (1960-1961) e Universidade de Princeton (1961-1962), como bolsista da Fundação Guggenheim, Universidade Columbia (1962-1963), Universidade Harvard (1966-1967), Universidade Yale, Institut des Hautes Études Scientifiques, Universidade Joseph Fourier, atual Universidade Grenoble-Alpes (1967-1970 e 1981-1982), e Universidade Central da Venezuela.
Trabalhou com Donald Spencer, Masatake Kuranishi, Jean-Louis Koszul, Charles Ehresmann e Newton da Costa.
Influenciado pelo grupo Bourbaki, atuou principalmente na área de geometria diferencial. Ao lado de Manfredo do Carmo, também orientando de Chern, mas da escola matemática norte-americana, foi "quem mais contribuiu [...] para o desenvolvimento e consolidação da pesquisa em geometria diferencial no Brasil", segundo afirma Clóvis Pereira da Silva em livro sobre a pesquisa brasileira em matemática. Suas contribuições científicas mais importantes estão relacionadas aos sistemas diferenciais exteriores e aos pseudogrupos de Lie. No final de sua carreira de pesquisador, desenvolveu interesse pelos fundamentos da matemática e pela teoria dos modelos.
Publicou artigos em periódicos internacionais como Annals of Mathematics, American Journal of Mathematics, Nagoya Mathematical Journal, Annales de l'Institut Fourier, Comptes Rendus de l'Académie des Sciences de Paris, Studia Logica e Reports on Mathematical Logic.
Orientou mestres e doutores na Universidade de São Paulo, na Universidade Joseph Fourier e na Universidade Central da Venezuela. Entre seus alunos se incluem Waldir Muniz Oliva, reitor da USP entre 1978 e 1982, Antonio Vitezlav Walter Kumpera, professor titular da Universidade Estadual de Campinas, e José Miguel Martins Veloso, professor titular da Universidade Federal do Pará.
Participou da organização dos dois primeiros Colóquios de Matemática no Brasil, realizados em Poços de Caldas em 1957 e 1959, colaborou com o Movimento da Matemática Moderna, responsável pela renovação do ensino de matemática no Brasil, ministrando cursos para professores de ensino primário e secundário, integrou o Conselho Deliberativo da Sociedade de Matemática de São Paulo, fechada em 1968 para a criação da Sociedade Brasileira de Matemática, foi eleito membro titular da Academia Brasileira de Ciências em 22 de dezembro de 1964 e exerceu o cargo de diretor da Revista de Ensino de Ciências, editada pela Fundação Brasileira para o Desenvolvimento do Ensino e Ciência (FUNBEC), de 1984 até sua extinção.
Por ocasião de seus 80 anos, em 2010, foi organizado um seminário em sua homenagem no IME.

## Livros
- Teoria das superfícies de Riemann, Rio de Janeiro, 1963, 270 p.
- Álgebra linear e geometria euclidiana, São Paulo, 1968, 80 p.[38]